# Michael R. Matz
Michael R. Matz (n. 23 ianuarie 1951, Pennsylvania, SUA) este un sportiv ce a reprezentat Statele Unite ale Americii, medaliat olimpic. A participat la 3 ediții ale Jocurilor Olimpice (1976, 1992, 1996) în care a câștigat o medalie de argint.